# Confianza radical
La confianza radical es la confianza que tiene una organización estructurada, como un gobierno, biblioteca, empresa, religión o museo, en la colaboración y el empoderamiento en el seno de las comunidades virtuales. Específicamente, se refiere al uso de blogs, wikis y redes sociales por parte de las organizaciones para cultivar relaciones con una comunidad en línea que luego puede proporcionarles retroalimentación y dirección para el interés de la organización. La organización, entonces, «confía» en esa información y la utiliza en su gestión . 
Una de las primeras apariciones de la noción de confianza radical aparece en una infografía que esboza los principios básicos de la web 2.0 en el artículo What is Web 2.0 del blog de Tim O'Reilly. La confianza radical se perfila como la confianza en la validez de los contenidos generados por el consumidor. 
Este concepto está considerado una premisa que subyace al de biblioteca 2.0. Para que una biblioteca adoptara una política de confianza radical, su administración tendría que dejar de lado parte del control que ejerce sobre la biblioteca y tendría que crear una organización paralela sin un resultado final en mente.
En el ámbito del marketing, Collin Douma describe la noción de confianza radical en el artículo Radical Trust como una mentalidad clave requerida para que los profesionales del marketing y los anunciantes se puedan abrir sitio en las redes sociales. El marketing convencional dicta que hay que mantener el control de los mensajes para maximizar el grado de persuasión en las decisiones de los consumidores. Dada la proliferación de agregadores de reseñas y de otras plataformas web que permiten la publicación de contenidos generados por los usuarios, las agencias de marketing ya no pueden controlar el flujo de la información. Los profesionales del marketing que crean y participan en plataformas en línea para facilitar la conversación deben confiar radicalmente en que los usuarios construyan la marca en función de la experiencia que les sea más valiosa. 